# Epic Records
Epic Records je ameriška glasbeno-založniška hiša s sedežem v New Yorku, ZDA. Ustanovljena je bila leta 1953 kot del CBS. Sprva je bila specializirana za izdajanje džezovskih in klasičnih posnetkov, do 1960. let pa se je založniška dejavnost razširila tudi na ostale glasbene zvrsti. Od leta 1988, ko je Sony kupil vse CBS-ove založbe, je del skupine Sony Music Corporation.
Založba je prve velike uspehe dosegla v sedemdesetih letih z rock 'n' roll, R&B in country izdajami glasbenikov, kot so Roy Hamilton, Dave Clark Five, The Yardbirds in Jeff Beck. V kasnejših letih je njen uspeh še rasel, za založbo so med drugim snemali Michael Jackson in The Jackson Five, Johnny Nash, ABBA (v Združenem kraljestvu), The Clash, Sade, Meat Loaf in Shakira.